# Cadogan Hall
Cadogan Hall er en koncertsal med 900 sæder i Chelsea i London. Den er hovedsalen til Royal Philharmonic Orchestra. 
Bygningerne blev opført af Christian Science, og stod færdig i 1907. Inden 1996 havde antallet af medlemmer gået kraftigt ned, og bygningen var ikke længere i brug. Den blev købt af Cadogan Estates Ltd., og omindrettet som koncertsal.
51°29′36.96″N 0°9′27.36″V / 51.4936000°N 0.1576000°V